# 小笠原康広
小笠原 康広（おがさわら やすひろ）は、戦国時代から安土桃山時代にかけての武将。北条氏、徳川氏の家臣。小笠原元続の子。

## 生涯
享禄4年（1531年）、小笠原元続の子として誕生。北条氏綱の母方の縁戚にあたる。
北条為昌の娘で主君・北条氏康の養女である種徳寺殿を正室に娶り、さらに「氏康」から一字を拝領して「康広」と名乗ることを許されるなど準一門の厚遇を受けた。
武家故実（武家の有職故実）に精通して、武者奉行や飯泉町（小田原城城下町の1つ）奉行を務める。天文年間末期より活躍し、永禄2年（1559年）の役帳では、「小笠原六郎」が相模国西郡矢畑郷にて180貫文を与えられていたことが記されている。
天正2年（1574年）には子の孫増丸（後の長房）に家督を譲った。同8年（1580年）には遠江国浜松城に使者として派遣され徳川家康に拝謁し、守家の太刀と吉平の刀を下賜された。更に同11年（1583年）の家康の娘・督姫の北条氏直への輿入れの際には浜松城まで督姫を迎えるための使者として派遣された。
天正18年（1590年）の豊臣秀吉の小田原征伐後、氏直に従って高野山に入り出家して播磨入道と号した。氏直死後の文禄元年（1592年）、加賀爪政尚の勧めで上洛して徳川家康に仕えた。
慶長2年（1598年）12月8日死去、享年67。